# Zaleskie (przystanek kolejowy)
Zaleskie – zlikwidowany przystanek Sławieńskiej Kolei Powiatowej w Zaleskich w województwie pomorskim, w Polsce. Początkowo stacja, później przystanek, znajdował się na rozebranej linii ze Sławna do Ustki.